# Gallium(III)bromide
Gallium(III)bromide is een anorganische verbinding van gallium en broom, met als brutoformule GaBr3. Het komt voornamelijk voor als dimeer (Ga2Br6). De stof komt voor als een wit poeder, dat goed oplosbaar is in water. Het is een uiterst gevaarlijk verbinding, die zelfs bij korte blootstelling de dood kan veroorzaken. Het tast zeer snel de slijmvliezen aan. Gallium(III)bromide is corrosief en reageert hevig met water.

## Synthese
Gallium(III)bromide kan bereid worden door reactie van elementair gallium of gallium(III)oxide met waterstofbromide:
{\displaystyle \mathrm {2\ Ga\ +\ 6\ HBr\longrightarrow \ 2\ GaBr_{3}\ +\ 3\ H_{2}} }
{\displaystyle \mathrm {Ga_{2}O_{3}\ +\ 6\ HBr\longrightarrow \ 2\ GaBr_{3}\ +\ 3\ H_{2}O} }